# Gretel Bergmann
Margaret „Gretel“ Bergmann, verheiratete Lambert (* 12. April 1914 in Laupheim; † 25. Juli 2017 in New York City) war eine deutsche Leichtathletin. Obwohl sie zu den damals besten deutschen Hochspringerinnen gehörte, wurde sie vom NS-Regime auf Grund ihrer jüdischen Herkunft nicht für die Olympischen Sommerspiele 1936 nominiert, sondern aus antisemitischen Gründen an der Teilnahme gehindert. Ab 1942 war sie US-amerikanische Staatsbürgerin. Sie gewann mehrere britische und US-amerikanische sowie regionale deutsche Leichtathletikmeisterschaften.

## Leben und sportliche Erfolge

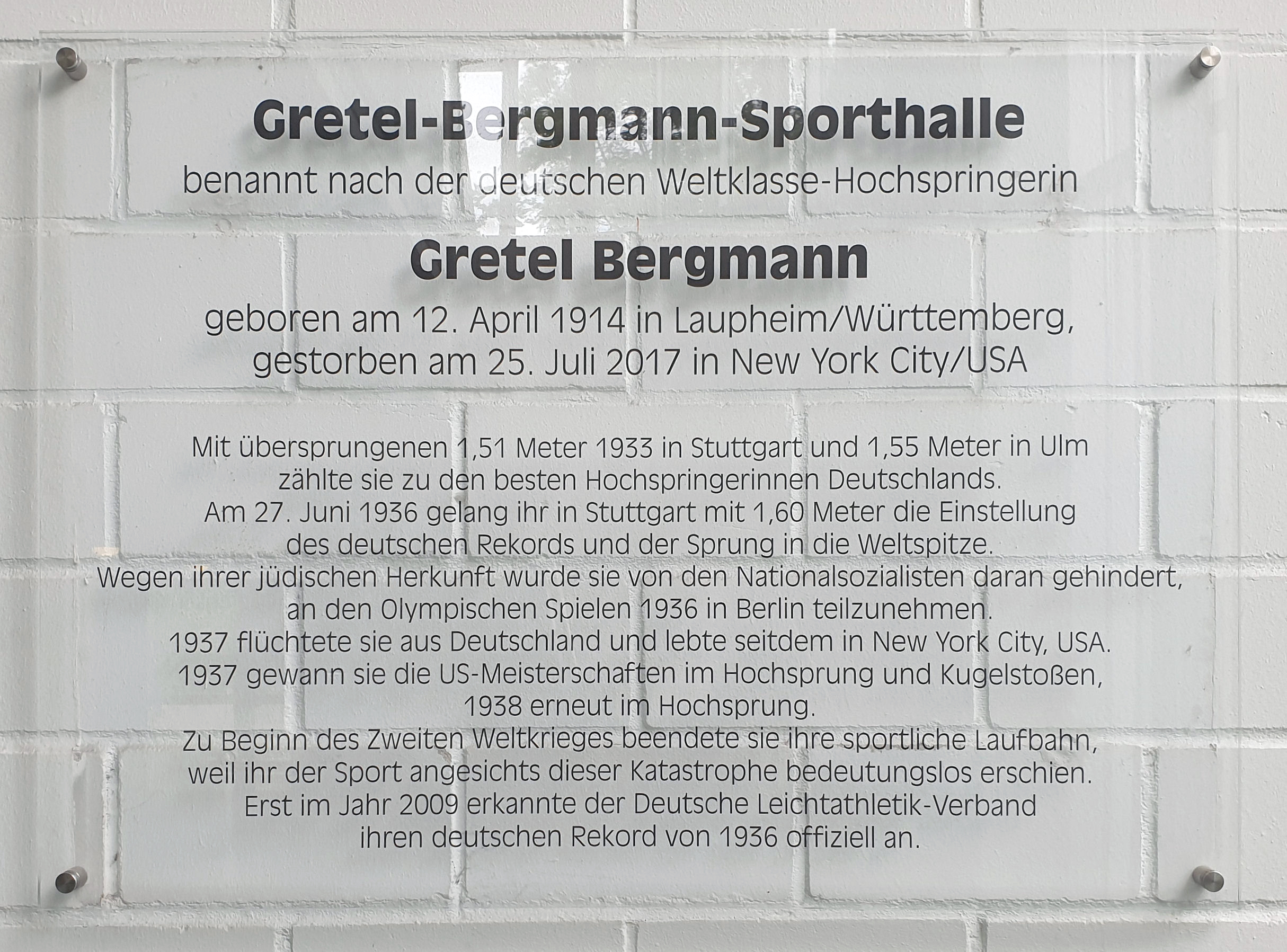
Gedenktafel an der Gretel-Bergmann-Sporthalle in Berlin-Wilmersdorf

Gretel Bergmann war die Tochter des Unternehmers Edwin Bergmann (Bergmann GmbH & Co. KG) aus dem oberschwäbischen Laupheim. Sie begann ihre Karriere in ihrem Heimatort. 1930 trat sie für den Ulmer Fußball-Verein 1894 (UFV) an und erreichte als 16-Jährige bei den süddeutschen Meisterschaften im Hochsprung mit 1,47 m den zweiten Platz. Im folgenden Jahr gewann sie den Titel mit einer übersprungenen Höhe von 1,46 m; vorher war sie bereits mit 1,50 m süddeutsche Jahresbestleistung gesprungen. Auch 1932 wurde sie Süddeutsche Meisterin. Trotz anhaltender Überlegenheit in der Region trat sie bei deutschen Meisterschaften nicht in Erscheinung. An den Olympischen Spielen 1932 nahmen Helma Notte und Ellen Braumüller als deutsche Hochspringerinnen teil.
Nach der Machtübernahme der Nationalsozialisten wurde Gretel Bergmann im April 1933 wegen ihrer jüdischen Herkunft aus ihrem Sportverein ausgeschlossen. Daraufhin verließ sie Deutschland und nahm am 30. Juni 1934 für den Polytechnics Ladies A.C. an den offenen britischen Meisterschaften (Women’s A.A.A. Championships) teil. Dabei gewann sie den Hochsprung mit 1,55 m.
Das NS-Regime zwang Gretel Bergmann zur Rückkehr und zum Training für die Olympischen Spiele 1936 in Berlin, indem es ihrer in Deutschland verbliebenen Familie mit Repressalien drohte. Hintergrund war sein Ziel, Deutschland als weltoffenes und tolerantes Land zu präsentieren. Entscheidend dürfte auch gewesen sein, dass die Amerikaner die Teilnahme deutscher Juden forderten, da sie andernfalls die Spiele boykottiert hätten. Ohne geeignete Trainingsmöglichkeiten war ihre Lage im Hinblick auf einen Wettkampf erschwert, da es gleichwertige Trainingsmöglichkeiten für Juden im NS-Deutschland nicht mehr gab. Obwohl sie ins Olympiateam sollte, durfte sie in keinem Verein starten, sondern trat dem jüdischen Sportbund Schild bei. Sie war stundenlang unterwegs, um in Stuttgart auf einem Sportplatz zu üben.
Trotz dieser Widrigkeiten übersprang sie im Sommer 1935 bei den Frauen-Olympiaprüfungskämpfen in Ulm erneut 1,55 m und einige Wochen später, Anfang Juli, gewann sie die württembergische Meisterschaft mit 1,50 m. Zu den nächsten Olympiaprüfungskämpfen unmittelbar danach in Hamburg wurde sie jedoch nicht hinzugezogen (12 Springerinnen nahmen teil) und bei den deutschen Meisterschaften am 3. und 4. August des Jahres fehlte sie ebenfalls, obwohl von den 20 Teilnehmerinnen nur vier in dem Jahr höher gesprungen waren. Am 25. August gewann sie bei den Reichsmeisterschaften des Sportbundes Schild und kam abermals auf 1,55 m. Im September übersprang sie in München 1,53 m, die bei den DM zum Titel gereicht hatten.
Im Olympiajahr verteidigte Bergmann Ende Juni ihren Meistertitel in Württemberg; dabei stellte sie in Stuttgart den deutschen Rekord (1,60 m) ein. Dieser Rekord wurde erst 2009 vom DLV offiziell anerkannt, allerdings ließ „Der Leichtathlet“ sie 1936 mit dieser Leistung korrekt in der Jahresbestenliste nach oben rücken und gleich nach Stuttgart wurde Bergmann in der Tagespresse als Olympiahoffnung sowie Mitfavoritin bei der deutschen Meisterschaft hervorgehoben.
Es wiederholte sich die Abfolge des Vorjahres: Die Chance, ihre Leistung bei der DM am 12./13. Juli in Eichkamp bei Berlin zu bestätigen, erhielt Gretel Bergmann nicht. In der Fachpresse fehlte ihr Name schon in der Vorschau. Auch im Wettkampfbericht eine Woche später wurde auf Bergmanns Abwesenheit nicht eingegangen (es gewann Dora Ratjen vor Elfriede Kaun).
Am 15. Juli 1936 verließ das Schiff mit der US-Mannschaft an Bord die USA; einen Tag später teilte der Reichssportführer Hans von Tschammer und Osten Gretel Bergmann mit, sie werde nicht berücksichtigt, weil ihr Leistungsstand nicht ausreichend sei. Nominiert wurden Ratjen und Kaun, die ebenfalls schon 1,60 m übersprungen hatten; der dritte Startplatz blieb unbesetzt, auch wenn eine Tageszeitung in Hamburg noch zwei Wochen später Bergmanns Teilnahme ankündigte. Um einen öffentlichen Skandal während der Olympischen Spiele zu verhindern, wurde ihr Heimtrainer für die Dauer der Spiele in Schutzhaft genommen.
Im folgenden Jahr war Bergmanns Leistung aus der Weltbestenliste in Deutschland bereits getilgt. Bergmann emigrierte in die USA, wo sich ihr Bruder bereits aufhielt. Sie konnte zehn Mark bzw. vier Dollar mitnehmen und musste ihren Lebensunterhalt mit Gelegenheitsarbeiten verdienen. 1938 heiratete sie den aus Deutschland stammenden Arzt Bruno Lambert, der mit ihrer finanziellen Unterstützung aus Deutschland ausgewandert war; aus seiner Familie überlebte niemand den Holocaust. Mit ihm lebte sie über 75 Jahre zusammen, bis er im November 2013 im Alter von 103 Jahren starb. Auch Bergmanns Familie war von der NS-Verfolgung betroffen. Ihr Vater verbrachte sechs Wochen in einem NS-Lager und litt sein Leben lang an den gesundheitlichen Folgeschäden.
Margaret Bergmann-Lambert gewann auch in den USA die nationalen Meisterschaften im Hochsprung (1937, 1938) und im Kugelstoßen (1937). Mit Kriegsbeginn 1939 war ihre sportliche Karriere beendet, und sie widmete sich ihrer Familie und der Kindererziehung. 1942 erhielt sie die amerikanische Staatsbürgerschaft. Sie lebte im Stadtteil Jamaica in Queens in New York City, wo sie 2017 im Alter von 103 Jahren starb.

## Ehrungen
- 1980 wurde Margaret Bergmann-Lambert in die International Jewish Sports Hall of Fame[33] aufgenommen, 1995 erfolgte die Aufnahme in die US-amerikanische National Jewish Sports Hall of Fame and Museum.[34]
- 1999 erhielt sie den Georg von Opel-Preis.
- 2012 wurde sie in die Hall of Fame des deutschen Sports aufgenommen.[35]
- Sportstätten in Berlin und Laupheim sowie eine Schule im Hamburger Stadtteil Neuallermöhe, eine Grundschule in Eystrup, eine Grundschule im Nürnberger Stadtteil Langwasser[36] sowie eine Schule in Berlin-Marzahn-Hellersdorf wurden nach ihr benannt.
- 2014 erhielt sie die Staufermedaille in Gold und die Bürgermedaille der Stadt Laupheim.
- Im Olympiapark Berlin wurde im August 2014 der bislang unbenannte Weg an der ehemaligen Dienstvilla des Reichssportführers Hans von Tschammer und Osten als Gretel-Bergmann-Weg eingeweiht.
- Die französisch-deutsche Hochspringerin Marie-Laurence Jungfleisch gratulierte im Namen des gesamten Deutschen Leichtathletik-Verbandes (DLV) am Tage ihrer erneuten deutschen Hallen-Meisterschaft 2014 Bergmann zum 100. Geburtstag.[37]

## Filmische Rezeption

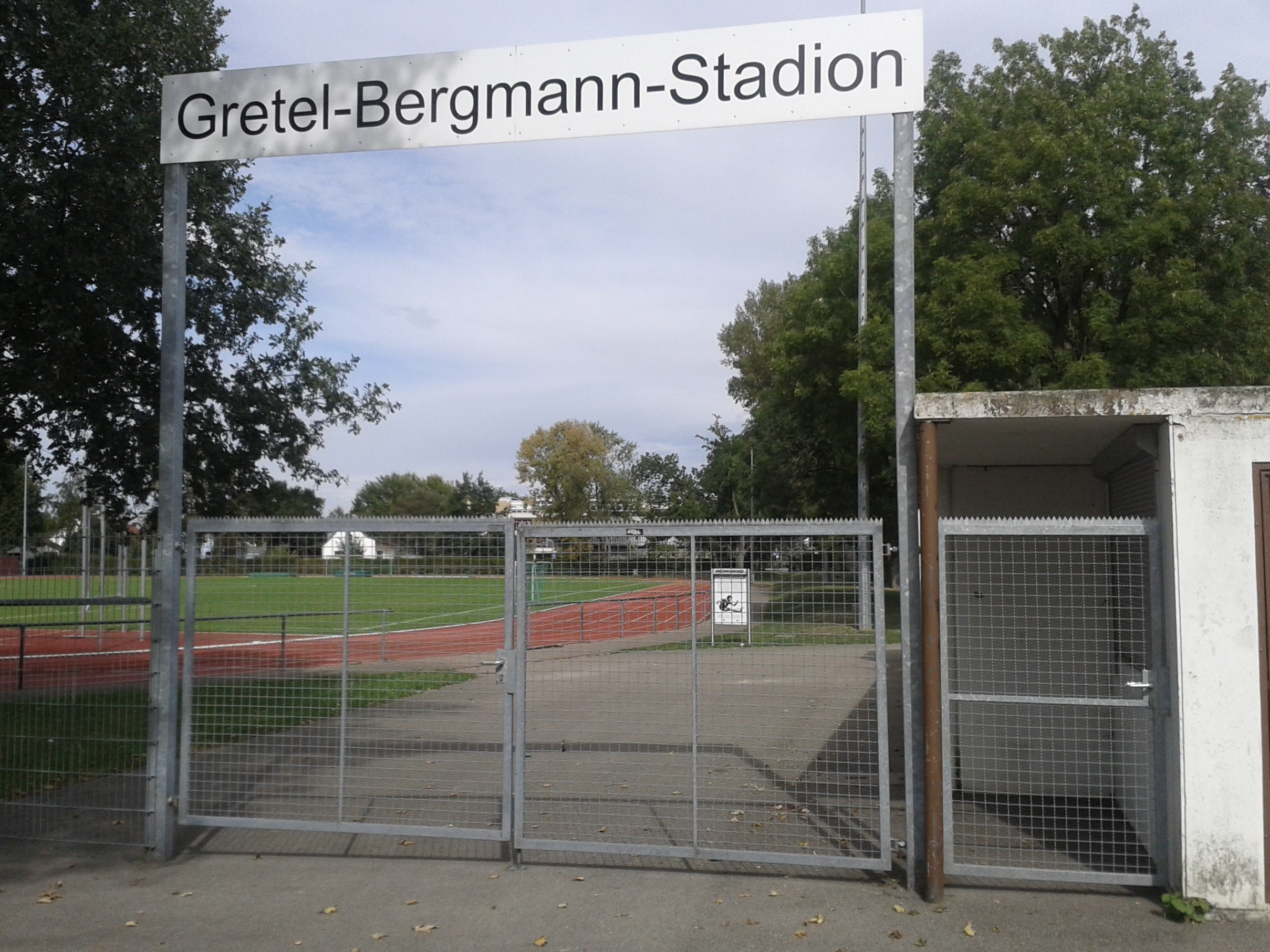
Gretel-Bergmann-Stadion in Laupheim, 2015

Im August 2008 wurde Gretel Bergmanns Leben von der Gemini Film für das Kino verfilmt. Der Film lief am 10. September 2009 in den deutschen Kinos unter dem Titel Berlin 36 an. Die Regie führte Kaspar Heidelbach, die Rolle der Gretel Bergmann spielte Karoline Herfurth. Darin wird auch im Rahmen künstlerischer Freiheit unter anderem eine Beziehung zu einer „Marie Ketteler“ (reale Olympiateilnehmerin: Dora Ratjen) aus dem Olympiakader dargestellt, die nach den Unterlagen so nicht stattgefunden hat.
Im ARD-Dokudrama Der Traum von Olympia – Die Nazispiele von 1936 (2016) wird Gretel Bergmanns verhinderte Olympiateilnahme ebenfalls thematisiert, hier wird sie von Sandra von Ruffin dargestellt.

## Film
- „Die Angst sprang mit“ - Die jüdische Hochspringerin Gretel Bergmann. In: Südwestrundfunk. 2004, abgerufen am 16. Dezember 2018.[39]
- Hitler's Pawn: The Margaret Lambert Story – USA, 2004, biogr. Dokumentation bei IMDb
- Berlin 36 – Die wahre Geschichte einer Siegerin. (Deutschland 2009), Regie Kaspar Heidelbach, Darstellerin der Gretel Bergmann ist Karoline Herfurth
- Florian Huber: Der Traum von Olympia – Die Nazi-Spiele von 1936. ARD, 2016, Fernsehen, Inhaltsangabe. In: programm.ard.de. 18. Juli 2016, abgerufen am 16. Dezember 2018 (Darstellerin der Gretel Bergmann ist Sandra von Ruffin).
- Foul Play – Olympic Channel. In: olympicchannel.com. Abgerufen am 16. Dezember 2018.

## Radio
- Karin Sommer: Die gestohlene Medaille. Die jüdische Hochspringerin Gretel Bergmann und die Olympischen Spiele von 1936. Bayerischer Rundfunk, 19. März 1994.
- Natalja Kurz: Der Samstagabend aus dem Land: Deutschland verdient meinen Hass nicht mehr. Feature (59 min), Südwestrundfunk (SWR2), 6. März 2004.

## Autobiographie
- Gretel Bergmann: „Ich war die große jüdische Hoffnung.“ Erinnerungen einer außergewöhnlichen Sportlerin. Hrsg. v. Haus der Geschichte Baden-Württemberg. Übersetzt aus dem Englischen von Irmgard Hölscher. 245 S. G. Braun Buchverlag, Karlsruhe 2003, ISBN 3-7650-9056-5.
  - 2. erweiterte Auflage, 392 S. mit 65 meist farbigen Abb., Verlag Regionalkultur, Ubstadt-Weiher–Heidelberg–Basel 2015, ISBN 978-3-89735-908-6.